# Ayeyawady United Football Club
Maillots
Actualités
Le Ayeyawady United Football Club (en birman : ဒဲလ်တာ ယူနိုက်တက် ဘောလုံး အသင်း), plus couramment abrégé en Ayeyawady United, est un club birman de football fondé en 2009 et basé dans la ville de Pathein, dans la région d'Ayeyarwady.

## Histoire
Fondé en 2009 (comme l'ensemble des clubs non issus des ministères birmans) sous le nom de Delta United FC, Ayeyawady United est l'un des membres fondateurs du nouveau championnat national, la Myanmar National League.
S'il n'a pour le moment jamais remporté le titre de champion, le club a terminé à deux reprises sur la deuxième marche du podium, en 2010 et 2011. En revanche, les performances en Coupe nationale sont bien meilleures avec trois titres, en 2012, 2014 et 2015.
Les bonnes performances du club lui ont permis de participer à deux reprises à la Coupe de l'AFC, en 2012 et 2013, sans jamais réussir à dépasser la phase de poules.

## Palmarès
| Compétitions nationales | Compétitions internationales                            |
| --- | ------------------------------------------------------- |
| - Championnat de Birmanie : - Vice-champion : 2009-10 et 2011. - Coupe de Birmanie (3) : - Vainqueur : 2012, 2014 et 2015. | - Championnat du Mékong des clubs : - Finaliste : 2014. |

## Personnalités du club

### Présidents du club
- U Min Lwin

### Entraîneurs du club
- Rabah Benlarbi
- Myo Hlaing Win